# Calophyllum inophyllum
Calophyllum inophyllum, popularmente conhecida como puna, nudá, ou undeira, é uma árvore Magnoliophyta de baixa ramificação, de crescimento demorado e irregular, geralmente atinge 8 a 20 metros de altura e é endêmica na Maurícia, na Índia e na Austrália.
Indústrias de cosméticos como a francesa Jean d'Avèze, entre outras, incluem óleo de Calophylum inophyllum (conhecido como óleo de tamanu), derivado das castanhas (sementes), em cremes para a pele, como agente esfoliador, rejuvenescedor e contra rugas.